# Waldo's People
Pour les articles homonymes, voir Waldo.

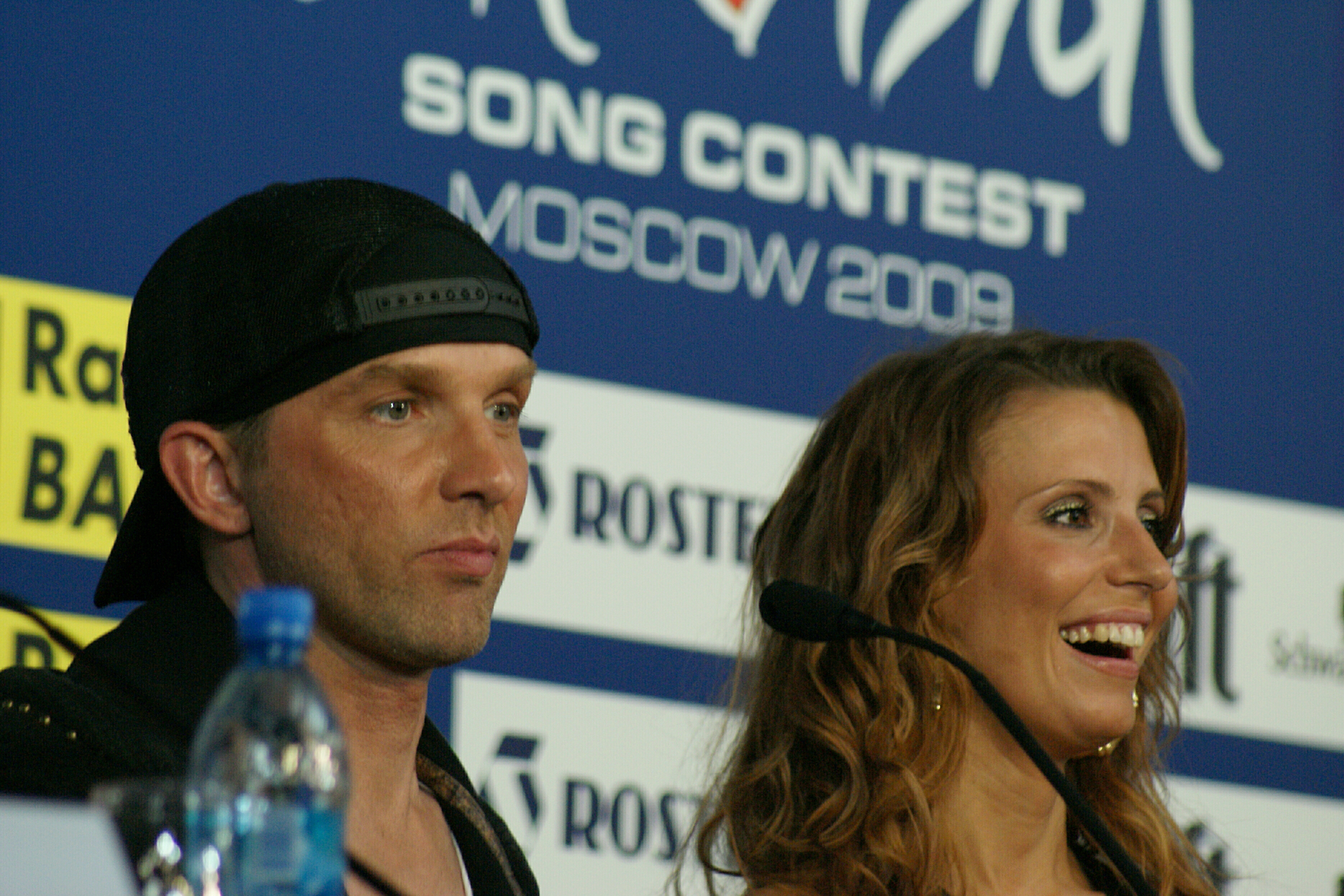
Waldo's People lors d'une conférence de presse, en 2009.

Waldo's People est un groupe de dance finlandais. Son chanteur principal est Waldo, de son vrai nom "Marko Reijonen".

## Eurovision 2009
Ils représentent la Finlande lors de la première demi-finale du Concours Eurovision de la chanson 2009 à Moscou, le 16 mai 2009, avec leur chanson "Lose Control". Qualifiés en finale ils finissent en 25e et dernière position.

## Discographie

### Albums
- Waldo's People (RCA/Blue Bubble 1998)
- No Man's Land (RCA 2000)
- Greatest Hits (Sony BMG 2008)
- Paranoid (Sony BMG 2009)

### Singles
- "U Drive Me Crazy" (RCA/Blue Bubble 1998)
- "I Dream" (RCA/Blue Bubble 1998)
- "Let's Get Busy" (RCA/Blue Bubble 1998)
- "No Man's Land" (RCA 2000)
- "1000 Ways" (RCA 2000)
- "1000 Ways (Remixes)" (RCA 2000)
- "Bounce (To The Rhythm Divine)" (RCA 2000)
- "Don't kill me" (Sony BMG 2007)
- "Back Again" (Sony BMG 2008)
- "Emperor's Dawn" (Sony BMG 2008)
- "Darling, my time has come" (Sony BMG 2008)
- "Lose Control" (Sony BMG 2009)

## Membres
- Karoliina Kallio, chant